# 玉华镇
玉华镇是中国陕西省铜川市印台区下辖的一个镇。

## 行政区划
玉华镇下辖以下行政区：
石头坡社区、新街社区、窑洞社区、玉华村、背塔村